# La ofis
La ofis es una serie de televisión chilena de comedia, basada en la serie británica The Office, que fue emitida por Canal 13 durante 2008. La serie solo tuvo una temporada de 12 capítulos, tras lo cual fue descontinuada. A pesar de aquello, ha sido calificada como una de las series de culto producidas por la televisión chilena.

## Sinopsis
La ofis muestra el diario vivir de una oficina de la empresa papelera «Lozano», encabezada por el jefe de sucursal, Manuel Cerda (Luis Gnecco), definido como «un personaje patético y con escasa habilidad social»,  y el asistente del gerente –que se autodenomina «gerente-asistente», subiéndose el rango– Cristián Müller (Mauricio Dell). Las situaciones cómicas provienen en su mayoría de las acciones de Cerda, quien trata de entablecer relaciones con sus empleados, mediante un peculiar sentido del humor que no hace más que avergonzar a los trabajadores de la oficina.
El personaje de Manuel Cerda se caracteriza por su ignorancia, falta de vocabulario, xenofobia –sufrido por su empleado Jesús, de origen peruano– y sexismo inconscientes. Cerda debe además, enfrentar la reducción del personal de su sucursal, que lo lleva a enfrentarse diariamente con Jimena Ibarra (interpretada por Liliana García), esposa del dueño de la empresa, que reemplaza a su marido porque éste tiene un avanzado cáncer, que le provocará la muerte durante la serie.

## Reparto
- Luis Gnecco como Manuel Cerda.
- Mauricio Dell como Cristian Müller.
- Pablo Casals como Diego Ramírez.
- Nathalia Aragonese como Rocío Poblete.
- Liliana García como Jimena Ibarra.
- Alfredo Portuondo como César.
- Jimena Núñez como Yanni.
- Luz María Yacometti como Teresita.
- Karla Matta como Trini.
- César Sepúlveda como Felipe Tomic.
- Marcelo Valdivieso como Jesús.
- Cristian Quezada como Dante
- Juan Quezada como Don Hugo.
- Marcelo Maldonado como Marco.
- Edinson Díaz
- María José Urzúa como Catalina.
- Vittorio Yaconi como Benito.
- Sergio Piña como Carlos García.
- Mónica Yáñez como María.

## Curiosidades
- En esta serie, se vuelve a usar la técnica del "Placement" en la que a los distintos personajes, se les puede ver consumir café Gold en tazas con el logo. Al protagonista de la serie Manuel Cerda (interpretado por Luis Gnecco) se le puede ver con boletos del Kino, popular juego de azar en Chile.